# Kim Min-seok (langebaanschaatser)
Kim Min-seok (Anyang, 14 juni 1999) is een langebaanschaatser uit Zuid-Korea. Sinds seizoen 2024/2025 komt hij uit voor Hongarije, trainend bij Team Gold onder leiding van Johan de Wit.
Op de Olympische Winterspelen van 2018 in zijn eigen land won hij zilver met de achtervolgingsploeg en brons op de 1500 meter. Vier jaar later won Kim Min-seok wederom brons op de 1500m. Dit nadat hij als gevolg van de Coronapandemie in het seizoen 2020-2021, evenals andere Aziatische schaatsers, niet deelnam aan internationale wedstrijden. In juli 2022 werd Kim door de Koreaanse schaatsunie (KSU) voor achttien maanden geschorst vanwege zijn betrokkenheid bij een auto-ongeluk op het nationaal trainingscentrum nabij Seoel.

## Persoonlijke records
| Afstand     | Tijd     | Datum             | Baan           |
| ----------- | -------- | ----------------- | -------------- |
| 500 meter   | 35,30    | 26 januari 2025   | Calgary        |
| 1000 meter  | 1.07,64  | 25 januari 2025   | Calgary        |
| 1500 meter  | 1.42,54  | 10 maart 2019     | Salt Lake City |
| 3000 meter  | 3.42,18  | 16 september 2017 | Calgary        |
| 5000 meter  | 6.19,79  | 22 september 2017 | Calgary        |
| 10000 meter | 14.05,75 | 12 januari 2025   | Thialf         |

(laatst bijgewerkt: 26 januari 2025)

## Resultaten
| Jaar | EK Allround        | WK Afstanden                              | Olympische Spelen                    | Wereldbeker                        | WK Junioren                              |
| ---- | ------------------ | ----------------------------------------- | ------------------------------------ | ---------------------------------- | ---------------------------------------- |
| 2014 |                    |                                           |                                      |                                    | 5e · (9e, 5e, , 5e)                      |
| 2015 |                    |                                           |                                      | 23e 1500m                          | · (17e, , 5e, 5e) · DQ massastart        |
| 2016 |                    |                                           |                                      | 0p 1500m 46e 5k/10k                | · (23e, , ) · massastart · achtervolging |
| 2017 |                    | 5e 1500m 21e massastart DNF achtervolging |                                      | 16e 1500m 0p 5k/10k 21e massastart |                                          |
| 2018 |                    |                                           | 1500m · achtervolging                | 14e 1500m                          |                                          |
| 2019 |                    | 20e 1500m 7e achtervolging                |                                      | 1500m                              |                                          |
| 2020 |                    | 15e 1500m                                 |                                      | 8e 1500m                           |                                          |
|      |                    |                                           |                                      |                                    |                                          |
| 2022 |                    |                                           | 24e 1000m · 1500m · 6e achtervolging | 20e 1000m 16e 1500m                |                                          |
|      |                    |                                           |                                      |                                    |                                          |
| 2025 | 8e · (, 13e, , 8e) | 12e 1000m 12e 1500m                       |                                      | 58e 500m 11e 1000m 6e 1500m        |                                          |

(#, #, #, #) = afstandspositie op juniorentoernooi (500m, 1500m, 1000m, 5000m).
DNF = wel deelgenomen, maar niet gefinisht op een bepaalde afstand
DQ = diskwalificatie voor bepaalde afstand
0p = wel deelgenomen, maar geen punten behaald.